# Olympique Lyonnais (női csapat)
Az Olympique Lyonnais (OL vagy Lyon) egy francia sportegyesület, amelynek van női labdarúgó szakosztálya is, amely a francia női első osztályban szerepel. A legsikeresebb francia női klub, miután tizenhat bajnoki címet szerzett hazájában.

## Klubtörténet
1970-ben FC Lyon néven alakult meg először, majd 2004-ben Olympique Lyonnais lett a klub neve. 2006 és 2020 között tizennégy alkalommal nyerték meg egymást követően a francia női első osztályú bajnokságot. A 2007–2008-as női bajnokok ligájában az elődöntőbe jutott, valamint a 2009–2010-es szezonban a döntőben az 1. FFC Turbine Potsdam ellen büntetőkkel 7-6-ra maradtak alul. A következő szezonban megismétlődött a döntő, de az már a francia klub sikerével ért végett. A 2011–2012-es női bajnokok ligája döntőjében az 1. FFC Frankfurt volt az együttes ellenfele, a Lyon 2–0-ra győzött és megvédte a címét. A 2015–2016-os szezonban harmadszor is sikerült megnyerniük a kupát, miután a döntőben a német VfL Wolfsburg ellen tizenegyes párbajban 4–3-ra nyertek. A 2019-2020-as szezon végén a Lyon sorozatban ötödször nyerte meg a Bajnokok Ligáját, amelyre csak a Real Madrid férfi csapata volt képes 1956 és 1960 között a sportág történetében.

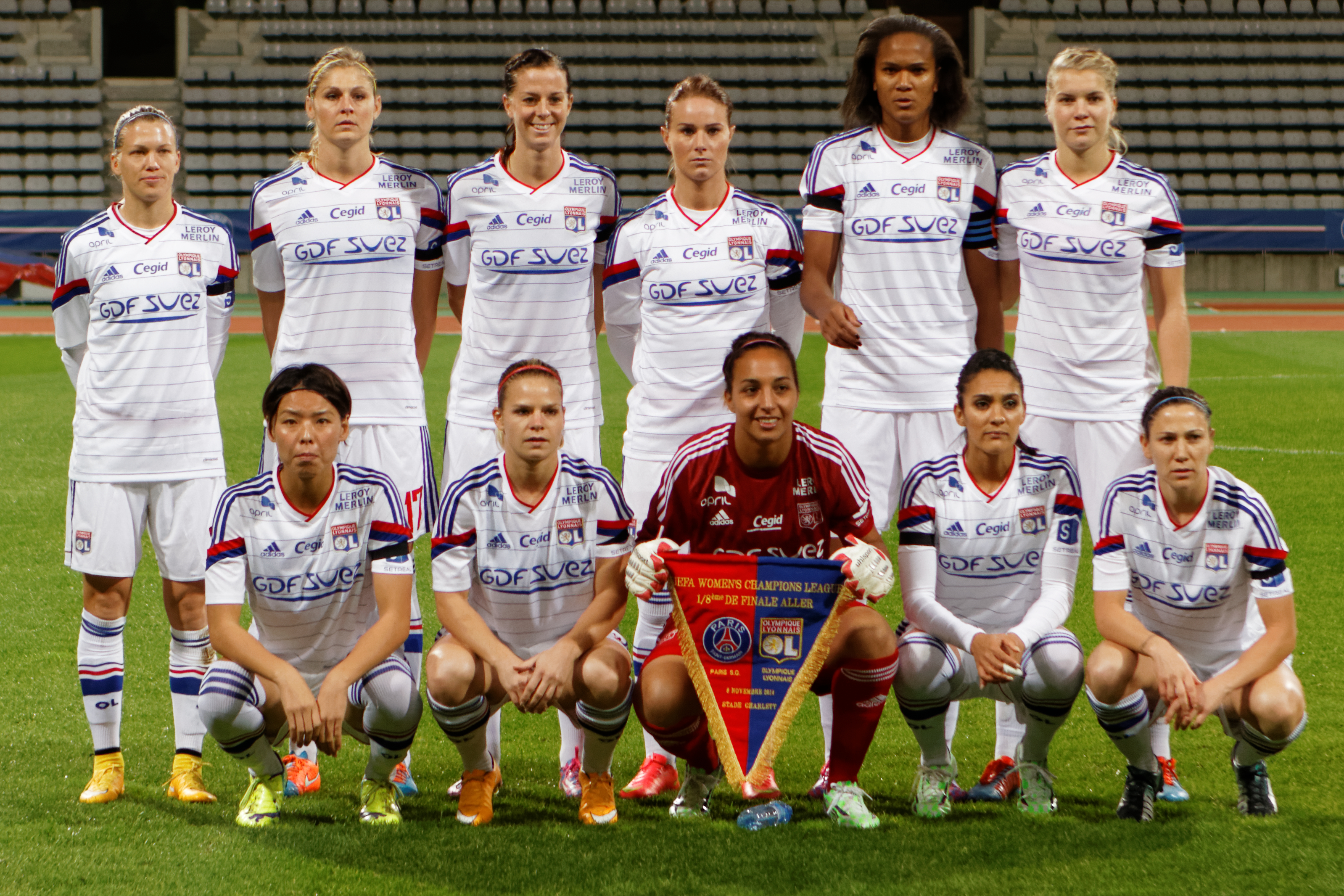
2014. október 15-én a Paris SG ellen.
Felső sor, balról: Lara Dickenmann, Corine Petit, Lotta Schelin, Amandine Henry, Wendie Renard, Ada Hegerberg.
Alsó sor, balról: Kumagai Szaki, Eugénie Le Sommer, Sarah Bouhaddi, Louisa Nécib, Élise Bussaglia.

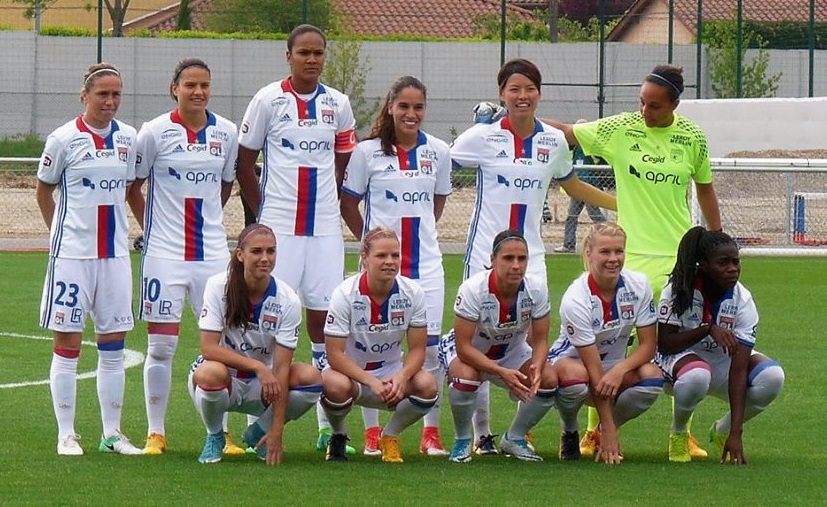
A Soyaux elleni 2017. május 8-i mérkőzés felállása.
Felső sor, balról: Camille Abily, Marozsán Dzsenifer, Wendie Renard, Amel Majri, Kumagai Szaki, Sarah Bouhaddi.
Alsó sor, balról: Alex Morgan, Eugénie Le Sommer, Jessica Houara, Ada Hegerberg, Griedge Mbock Bathy.

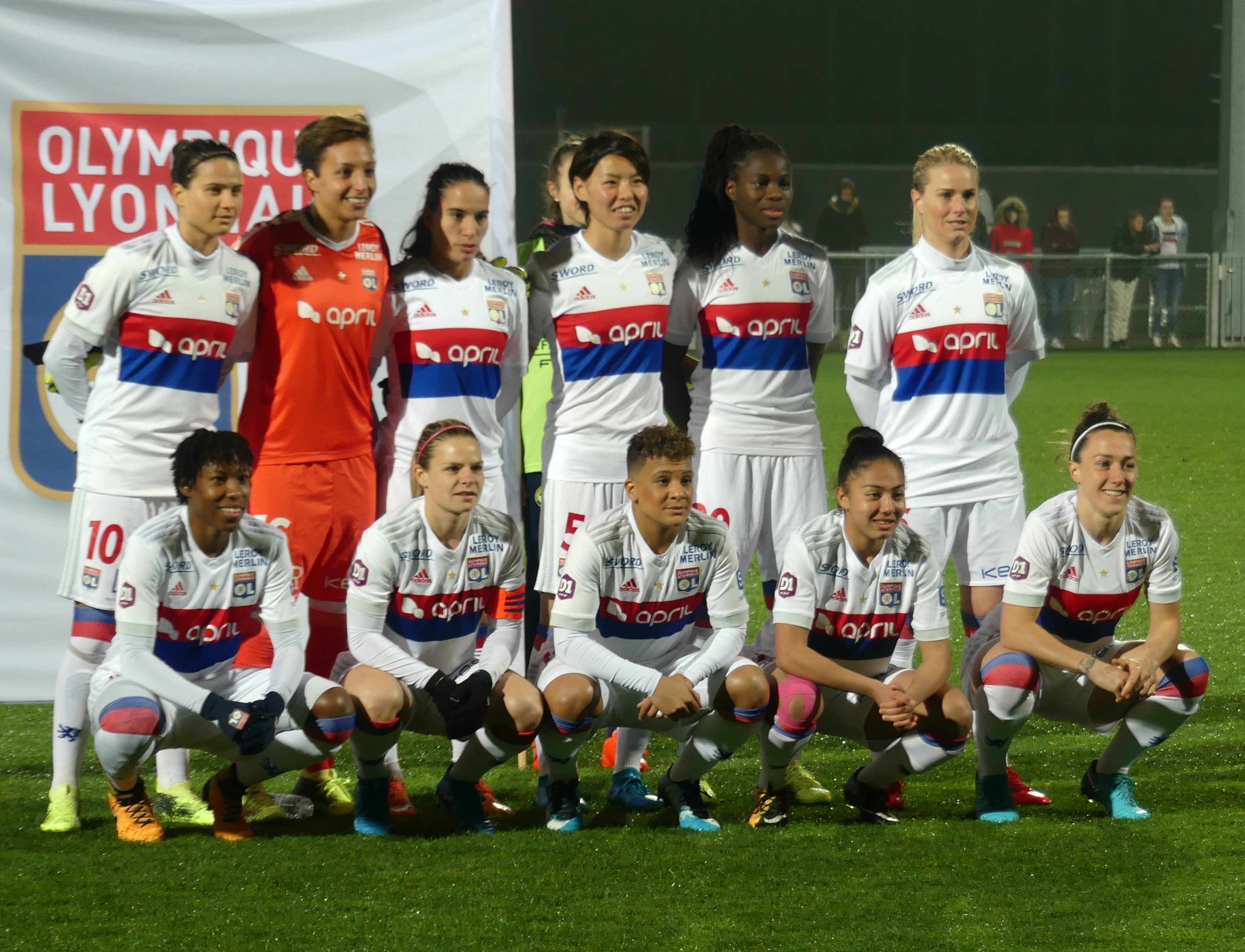
A Montpellier elleni 2018. február 5-i bajnoki mérkőzésen.
Felső sor, balról: Marozsán Dzsenifer, Sarah Bouhaddi, Amel Majri, Kumagai Szaki, Griedge Mbock Bathy, Amandine Henry.
Alsó sor, balról: Kadeisha Buchanan, Eugénie Le Sommer, Shanice van de Sanden, Selma Bacha, Lucy Bronze.

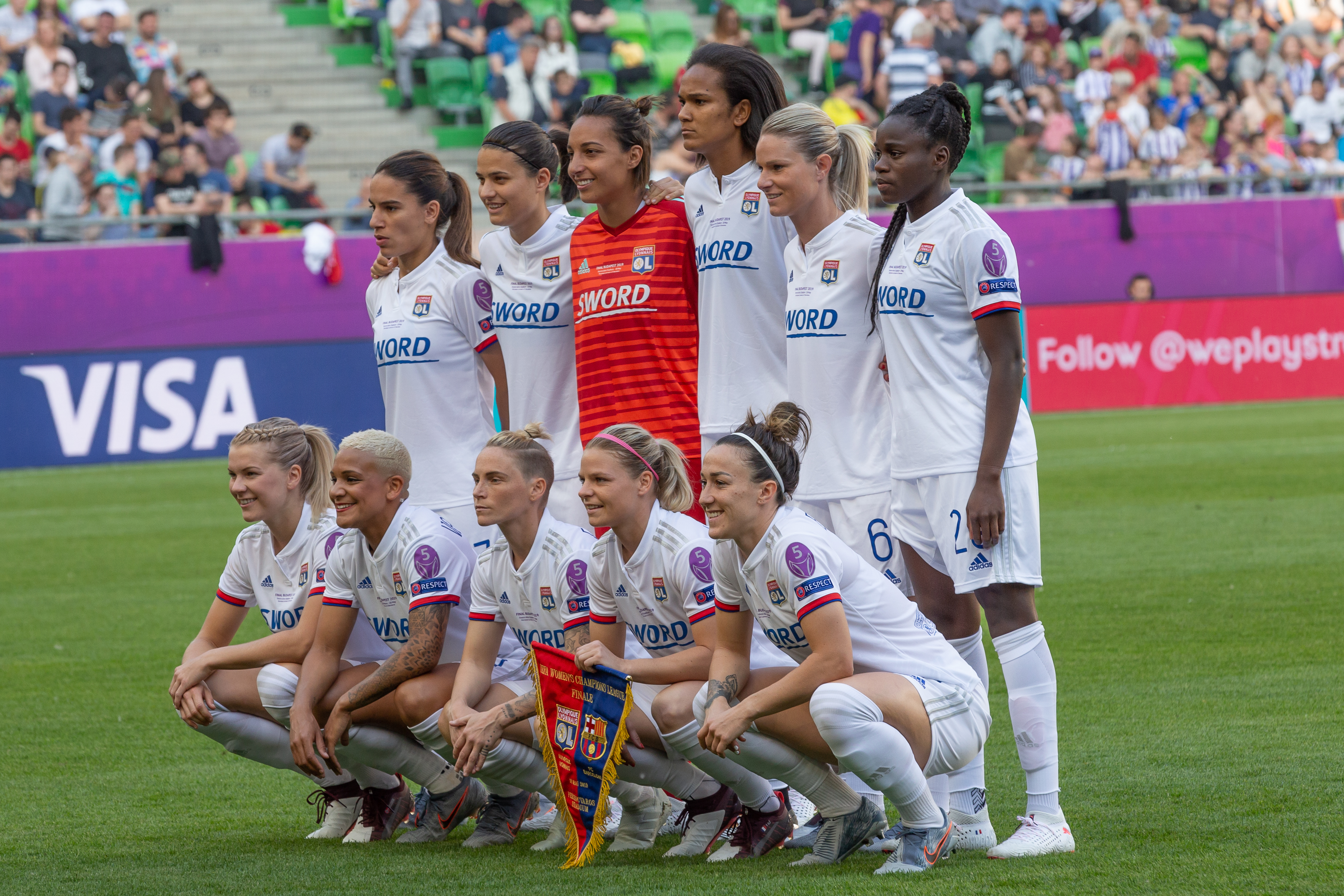
A 2019-es Bajnokok Ligája győztes csapat.
Felső sor, balról: Amel Majri, Marozsán Dzsenifer, Sarah Bouhaddi, Wendie Renard, Amandine Henry, Griedge Mbock Bathy.
Alsó sor, balról: Ada Hegerberg, Shanice van de Sanden, Jess Fishlock, Eugénie Le Sommer, Lucy Bronze.

## Játékoskeret
2024. szeptember 13-tól
| #  |     | Poszt | Név                                           |
| -- | --- | ----- | --------------------------------------------- |
| 1  | CHI | K     | Christiane Endler                             |
| 16 | FRA | K     | Féerine Belhadj                               |
| 30 | GER | K     | Laura Benkarth                                |
| 2  | USA | V     | Sofia Huerta (kölcsönben a Seattle Reign-tól) |
| 3  | FRA | V     | Wendie Renard                                 |
| 4  | FRA | V     | Selma Bacha                                   |
| 12 | AUS | V     | Ellie Carpenter                               |
| 15 | FRA | V     | Wassa Sangaré                                 |
| 18 | FRA | V     | Alice Sombath                                 |
| 19 | FRA | V     | Kysha Sylla                                   |
| 21 | CAN | V     | Vanessa Gilles (kölcsönben az Angel Citytől)  |
| 23 | DEN | V     | Sofie Svava                                   |
| 6  | HAI | KP    | Melchie Dumornay                              |
| 7  | FRA | KP    | Amel Majri                                    |

| #  |     | Poszt | Név                  |
| -- | --- | ----- | -------------------- |
| 8  | GER | KP    | Sara Däbritz         |
| 10 | GER | KP    | Marozsán Dzsenifer   |
| 13 | NED | KP    | Damaris Egurrola     |
| 17 | NED | KP    | Daniëlle van de Donk |
| 25 | FRA | KP    | Inès Benyahia        |
| 26 | USA | KP    | Lindsey Horan        |
| 32 | FRA | KP    | Maeline Mendy        |
| 9  | FRA | CS    | Eugénie Le Sommer    |
| 11 | FRA | CS    | Kadidiatou Diani     |
| 14 | NOR | CS    | Ada Hegerberg        |
| 27 | FRA | CS    | Vicki Bècho          |
| 22 | MWI | CS    | Tabitha Chawinga     |
| 31 | FRA | CS    | Liana Joseph         |

### Kölcsönben
| # |     | Poszt | Név                                      |
| - | --- | ----- | ---------------------------------------- |
|   | FRA | CS    | Julie Swierot (kölcsönben a Reimsnél)    |
|   | FRA | CS    | Alice Marques (kölcsönben a Valenciánál) |

## Korábbi híres játékosok
| - Delphine Blanc - Sonia Bompastor - Sarah Bouhaddi - Sandrine Brétigny - Élise Bussaglia - Delphine Cascarino - Céline Deville - Sandrine Dusang - Laura Georges - Amandine Henry - Inès Jaurena - Sakina Karchaoui - Grace Kazadi - Hoda Lattaf - Emelyne Laurent - Laure Lepailleur - Assimina Maoulida - Griedge Mbock Bathy - Claire Morel - Perle Morroni - Louisa Nécib - Mélissa Plaza - Manon Revelli - Élodie Thomis - Laëtitia Tonazzi - Sabrina Viguier | - Morgan Brian - Lorrie Fair - Catarina Macario - Alex Morgan - Megan Rapinoe - Hope Solo - Aly Wagner - Christie Welsh - Lucy Bronze - Isobel Christiansen - Alex Greenwood - Jodie Taylor - Janice Cayman - Kátia - Rosana - Simone - Shirley Cruz Traña - Signe Bruun - Dorte Dalum Jensen - Line Røddik Hansen - Katriina Talaslahti - Shanice van de Sanden - Sara Björk Gunnarsdóttir - Óno Sinobu - Ótaki Ami - Kadeisha Buchanan | - Vang Fej - Pauline Bremer - Josephine Henning - Carolin Simon - Lisa Weiß - Cynthia Uwak - Isabell Herlovsen - Bente Nordby - Andrea Norheim - Ingvild Stensland - Dolores Gallardo - Lara Dickenmann - Sally Julini - Amelie Rybäck - Lotta Schelin - Caroline Seger - Jess Fishlock |

## Sikerlista
- Francia bajnok (17): 2006–07, 2007–08, 2008–09, 2009–10, 2010–11, 2011–12, 2012–13, 2013–14, 2014–15, 2015–16, 2016–17, 2017–18, 2018–19, 2019–20, 2021–22, 2022–23, 2023–24

- Francia kupagyőztes (10): 2008, 2012, 2013, 2014, 2015, 2016, 2017, 2019, 2020, 2023

- Francia szuperkupa-győztes (2): 2019, 2022, 2023

- Bajnokok Ligája
  - Győztes (8): 2010–11, 2011–12, 2015–16, 2016–17, 2017–18, 2018–19, 2019–20, 2021–22

- IWCC női labdarúgó-klubvilágbajnokság
  - Győztes (1): 2012

- Nemzetközi Bajnokok Kupája
  - Győztes (1): 2019